# Baigneurs
Baigneurs est un tableau réalisé par le peintre français Henri Matisse en 1907 à Collioure, dans les Pyrénées-Orientales. Cette huile sur toile est une idylle qui représente un homme et une femme nus sous un arbre près d'un point d'eau. Ces figures s'apparentant à un faune et une nymphe de la mythologie gréco-romaine, elle a longtemps été connue sous le titre alternatif de Nymphe et Faune. Acquise en 2018, elle est conservée au Statens Museum for Kunst, à Copenhague, au Danemark.
La peinture apparaît dans L'Atelier rouge, une toile que Matisse réalise en 1911 et qui représente son atelier à Issy-les-Moulineaux, décoré de plusieurs peintures antérieures encore en sa possession.

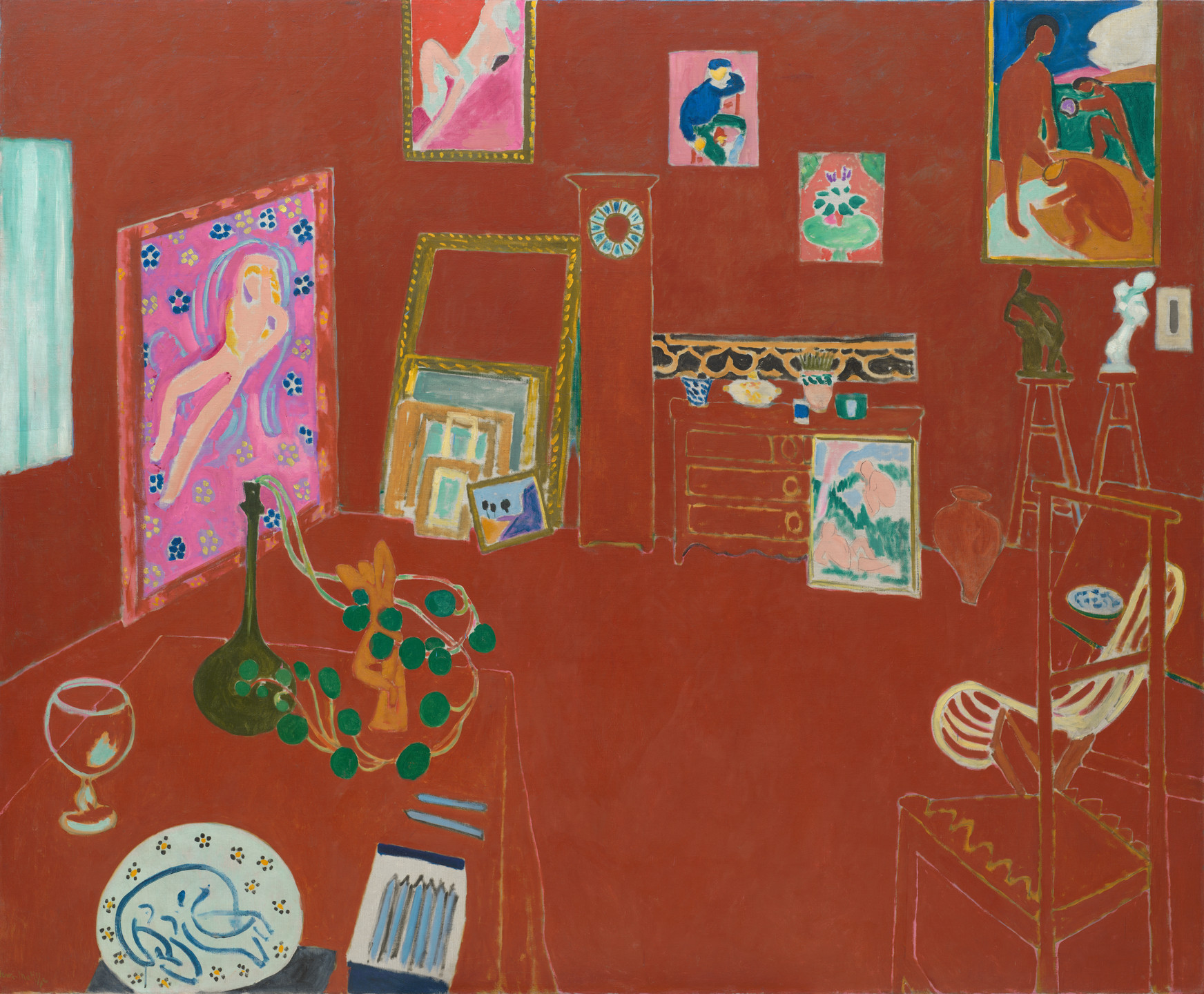
L'Atelier rouge, 1911 – Museum of Modern Art, New York.